# Epirrita
Epirrita is een geslacht van vlinders van de familie spanners (Geometridae).

## Soorten
- E. autumnata

Novemberspanner Borkhausen, 1794
- E. christyi

Bleke novemberspanner Allen, 1906
- E. dilutata

Herfstspanner Denis & Schiffermüller, 1775
- E. filigrammaria (Herrich-Schäffer, 1846)
- E. terminassianae Vardikian, 1974